# Saint-Vincent-de-Paul (Gironde)
Pour les articles homonymes, voir Saint-Vincent et Saint-Vincent-de-Paul.
Saint-Vincent-de-Paul est une commune du Sud-Ouest de la France, située dans le département de la Gironde, en région Nouvelle-Aquitaine.

## Géographie

### Localisation

Saint-Vincent-de-Paul au sein de la Bordeaux Métropole.

Commune de l'extrême nord de l'Entre-deux-Mers, dans la presqu'île formée par la confluence entre la Dordogne et la Garonne, sur la rive gauche (ouest) de la Dordogne, Saint-Vincent-de-Paul se trouve dans le nord de l'aire d'attraction de Bordeaux et dans son unité urbaine, à 19 km au nord-est de Bordeaux, chef-lieu du département.

### Communes limitrophes
Les communes limitrophes sont  Ambarès-et-Lagrave, Ambès, Cubzac-les-Ponts, Prignac-et-Marcamps, Saint-André-de-Cubzac, Saint-Gervais, Saint-Loubès et Saint-Romain-la-Virvée.
| Prignac-et-Marcamps | Saint-Gervais         | Saint-André-de-Cubzac                                  |
| Ambès               | Saint-Vincent-de-Paul | La Dordogne Cubzac-les-Ponts                           |
| Ambarès-et-Lagrave  | Saint-Loubès          | {\displaystyle +} (quadripoint) Saint-Romain-la-Virvée |

Les communes de Saint-Vincent-de-Paul, Cubzac-les-Ponts, Saint-Loubès et Saint-Romain-la-Virvée se rejoignent en un quadripoint (point de la surface de la Terre qui touche quatre régions distinctes, c'est-à-dire où quatre frontières différentes se rejoignent) qui se trouve au milieu de la Dordogne.

### Climat
Pour des articles plus généraux, voir Climat de la Nouvelle-Aquitaine et Climat de la Gironde.
Historiquement, la commune est exposée à un climat océanique aquitain.  
En 2020, Météo-France publie une typologie des climats de la France métropolitaine dans laquelle la commune est exposée à un climat océanique et est dans la région climatique  Aquitaine, Gascogne, caractérisée par une pluviométrie abondante au printemps, modérée en automne, un faible ensoleillement au printemps, un été chaud (19,5 °C), des vents faibles, des brouillards fréquents en automne et en hiver et des orages fréquents en été (15 à 20 jours).
Pour la période 1971-2000, la température annuelle moyenne est de 12,9 °C, avec une amplitude thermique annuelle de 14,5 °C. Le cumul annuel moyen de précipitations est de 881 mm, avec 12 jours de précipitations en janvier et 6,7 jours en juillet. Pour la période 1991-2020, la température moyenne annuelle observée sur la station météorologique la plus proche, située sur la commune de Saint-Gervais à 7 km à vol d'oiseau, est de 13,9 °C et le cumul annuel moyen de précipitations est de 824,9 mm,. Pour l'avenir, les paramètres climatiques de la commune estimés pour 2050 selon différents scénarios d’émission de gaz à effet de serre sont consultables sur un site dédié publié par Météo-France en novembre 2022.

### Milieux naturels et biodiversité

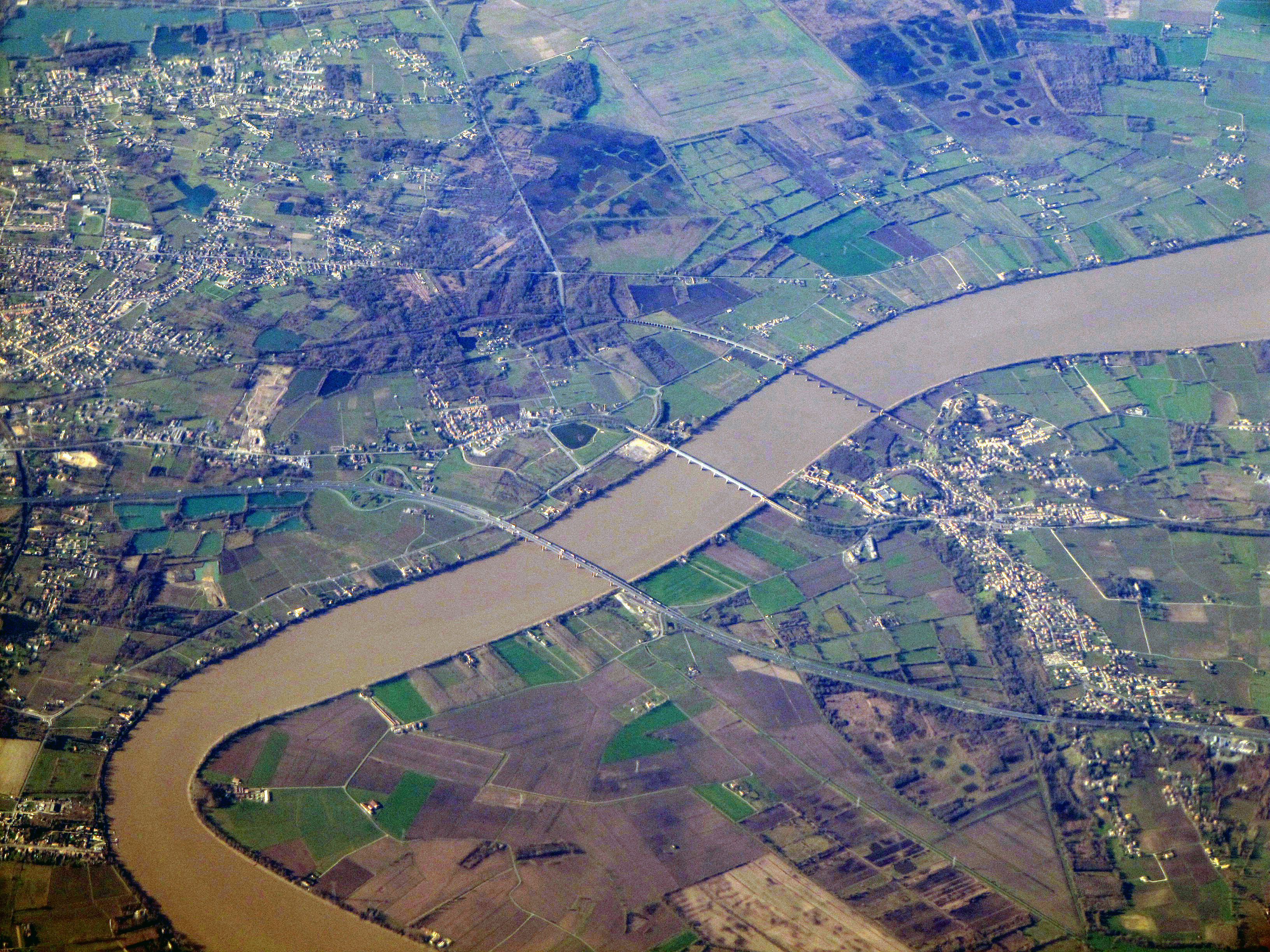
La Dordogne entre Saint-Vincent-de-Paul à gauche et Cubzac-les-Ponts à droite.

#### Natura 2000
La Dordogne est un site du réseau Natura 2000 limité aux départements de la Dordogne et de la Gironde, et qui concerne les 104 communes riveraines de la Dordogne, dont Saint-Vincent-de-Paul,. Seize espèces animales et une espèce végétale inscrites à l'annexe II de la directive 92/43/CEE de l'Union européenne y ont été répertoriées.

#### ZNIEFF
Saint-Vincent-de-Paul fait partie des 102 communes concernées par la zone naturelle d'intérêt écologique, faunistique et floristique (ZNIEFF) de type II « La Dordogne »,, dans laquelle ont été répertoriées huit espèces animales déterminantes et cinquante-sept espèces végétales déterminantes, ainsi que quarante-trois autres espèces animales et trente-neuf autres espèces végétales.

## Urbanisme

### Typologie
Au 1er janvier 2024, Saint-Vincent-de-Paul est catégorisée commune rurale à habitat dispersé, selon la nouvelle grille communale de densité à sept niveaux définie par l'Insee en 2022.
Elle appartient à l'unité urbaine de Bordeaux, une agglomération intra-départementale regroupant 73  communes, dont elle est une commune de la banlieue,,. Par ailleurs la commune fait partie de l'aire d'attraction de Bordeaux, dont elle est une commune de la couronne,. Cette aire, qui regroupe 275 communes, est catégorisée dans les aires de 700 000 habitants ou plus (hors Paris),.

### Occupation des sols

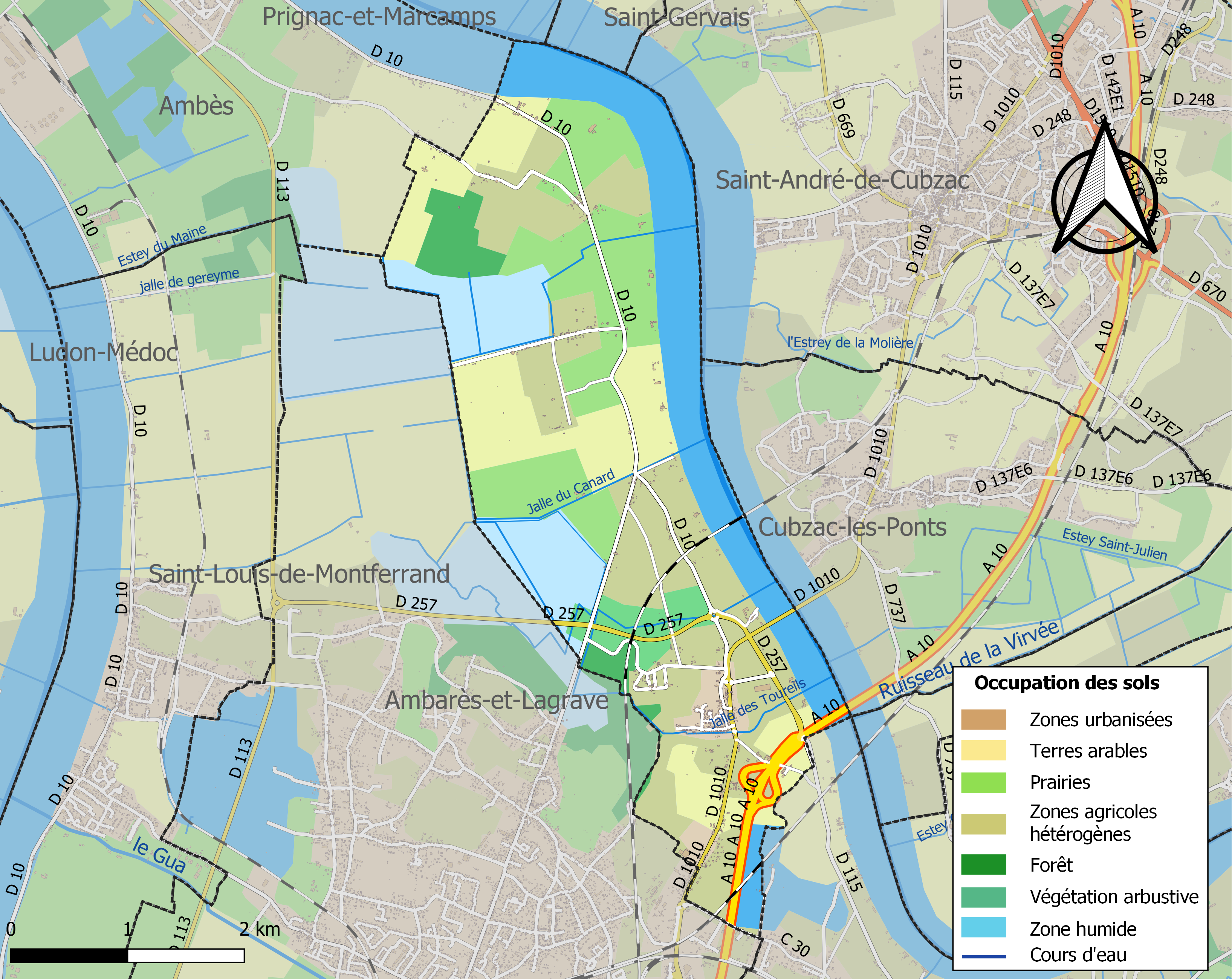
Carte des infrastructures et de l'occupation des sols de la commune en 2018 (CLC).

L'occupation des sols de la commune, telle qu'elle ressort de la base de données européenne d’occupation biophysique des sols Corine Land Cover (CLC), est marquée par l'importance des territoires agricoles (62,8 % en 2018), en diminution par rapport à 1990 (69,3 %). La répartition détaillée en 2018 est la suivante : 
zones agricoles hétérogènes (28 %), eaux continentales (17,7 %), prairies (16,4 %), zones humides intérieures (9,8 %), terres arables (9,5 %), cultures permanentes (8,9 %), forêts (3,8 %), milieux à végétation arbustive et/ou herbacée (3,3 %), zones urbanisées (2,6 %). L'évolution de l’occupation des sols de la commune et de ses infrastructures peut être observée sur les différentes représentations cartographiques du territoire : la carte de Cassini (XVIIIe siècle), la carte d'état-major (1820-1866) et les cartes ou photos aériennes de l'IGN pour la période actuelle (1950 à aujourd'hui).

### Voies de communication de transports
La principale voie de communication routière, qui traverse le village, est la route départementale D1010, ancienne route nationale 10 qui mène, vers le nord-nord-est, par le pont routier dit Gustave Eiffel, à Cubzac-les-Ponts et Saint-André-de-Cubzac et, vers le sud, à Ambarès-et-Lagrave et au-delà à Bordeaux ; la route départementale D257 mène, vers l'ouest, à Saint-Louis-de-Montferrand.
L'accès à l'autoroute A10 (Paris-Bordeaux) le plus proche est le no 41, dit d'Ambès - Saint-Vincent-de-Paul, qui se situe sur le territoire communal, à 500 m de la mairie.
Hormis l'accès par l'autoroute A10, les accès à la rocade de Bordeaux les plus proches sont le no 2, dit de Bassens - Carbon-Blanc et le no 2, dit de Lormont - Carbon-Blanc, qui se situent tous deux à 10 km vers le sud.
Les autoroutes A89 (Bordeaux-Lyon), A62 (Bordeaux-Toulouse) et A63 (Bordeaux-Espagne) peuvent être rejointes par la rocade.
Sur la ligne Saintes-Bordeaux ou Saint-Mariens - Saint-Yzan-Bordeaux du TER Aquitaine, la gare SNCF la plus proche est celle de La Grave-d'Ambarès, sur la commune d'Ambarès-et-Lagrave, distante de 2,5 km par la route vers le sud.
Sur la ligne Coutras-Bordeaux du TER Aquitaine, la gare SNCF la plus proche est celle de La Gorp, sur la commune d'Ambarès-et-Lagrave, distante de 5,5 km par la route vers le sud-est.

#### Réseau TBM actuel
Saint-Vincent-de-Paul est actuellement desservie par les lignes TBM suivantes:
- 92 93

#### Réseau TBM à compter du 4 septembre 2023[22]
Le réseau TBM évoluant au 4 septembre 2023, Saint-Vincent-de-Paul sera desservie par les lignes TBM suivantes:
- 31

#### Réseau Trans Gironde
Les lignes 201 et 202 partent de la station de tram Buttinière à destination de Blaye, Saint-Ciers-sur-Gironde et Pleine-Selve.

### Risques majeurs
Le territoire de la commune de Saint-Vincent-de-Paul est vulnérable à différents aléas naturels : météorologiques (tempête, orage, neige, grand froid, canicule ou sécheresse), inondations, mouvements de terrains et séisme (sismicité faible). Il est également exposé à un risque technologique, la rupture d'un barrage. Un site publié par le BRGM permet d'évaluer simplement et rapidement les risques d'un bien localisé soit par son adresse soit par le numéro de sa parcelle.

#### Risques naturels
La commune fait partie du territoire à risques importants d'inondation (TRI) de Bordeaux, regroupant les 28 communes concernées par un risque de submersion marine ou de débordement de la Garonne, un des 18 TRI qui ont été arrêtés fin 2012 sur le bassin Adour-Garonne. Les crues significatives qui se sont produites au XXe siècle, avec plus de 6,70 m mesurés au marégraphe de Bordeaux sont celles du 27 décembre 1999 (7,05 m, débit de la Garonne de 700 m3/s), du 13 décembre 1981 (6,85 m, 1500 à 2 000 m3/s), du 19 mars 1988 (6,84 m, 4 000 m3/s), du 7 février 1996 (6,77 m, 1 000 m3/s) et du 28 avril 1998 (6,73 m, 2 700 m3/s). Au XXIe siècle, ce sont celles liées à la tempête Xynthia du 28 février 2010 (6,92 m, 816 m3/s) et du 31 janvier 2014 (6,9 m, 2500 à 3 000 m3/s). Des cartes des surfaces inondables ont été établies pour trois scénarios : fréquent (crue de temps de retour de 10 ans à 30 ans), moyen (temps de retour de 100 ans à 300 ans) et extrême (temps de retour de l'ordre de 1 000 ans, qui met en défaut tout système de protection). La commune a été reconnue en état de catastrophe naturelle au titre des dommages causés par les inondations et coulées de boue survenues en 1982, 1999, 2009 et 2010,.
Les mouvements de terrains susceptibles de se produire sur la commune sont des tassements différentiels.

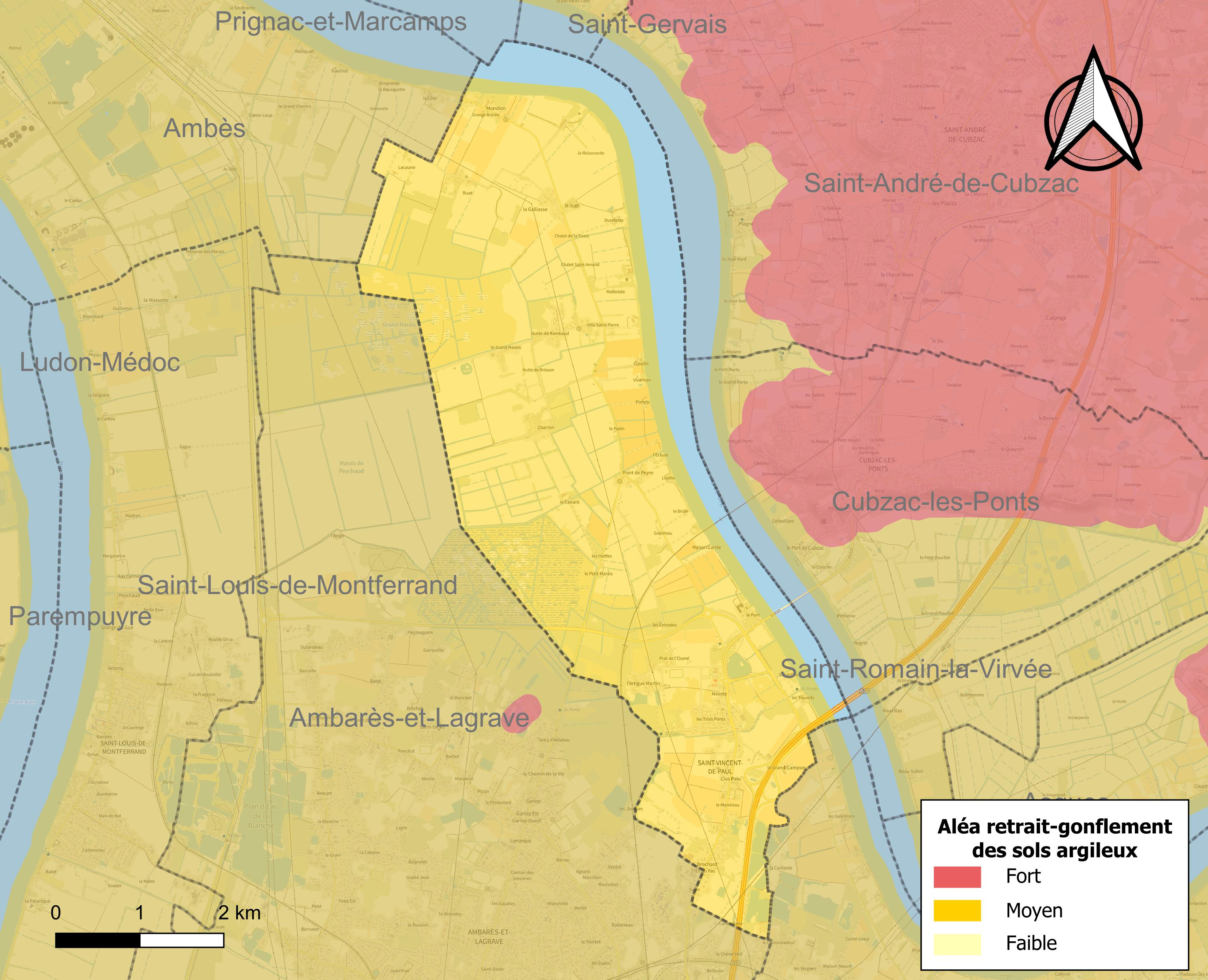
Carte des zones d'aléa retrait-gonflement des sols argileux de Saint-Vincent-de-Paul.

Le retrait-gonflement des sols argileux est susceptible d'engendrer des dommages importants aux bâtiments en cas d’alternance de périodes de sécheresse et de pluie. 89,1 % de la superficie communale est en aléa moyen ou fort (67,4 % au niveau départemental et 48,5 % au niveau national). Sur les 412 bâtiments dénombrés sur la commune en 2019, 412 sont en aléa moyen ou fort, soit 100 %, à comparer aux 84 % au niveau départemental et 54 % au niveau national. Une cartographie de l'exposition du territoire national au retrait gonflement des sols argileux est disponible sur le site du BRGM,.
Concernant les mouvements de terrains, la commune a été reconnue en état de catastrophe naturelle au titre des dommages causés par la sécheresse en 1989, 1992, 2003, 2005, 2011 et 2015 et par des mouvements de terrain en 1999.

#### Risques technologiques
La commune est en outre située en aval du  barrage de Bort-les-Orgues, un ouvrage sur la Dordogne de classe A soumis à PPI, disposant d'une retenue de 477 millions de mètres cubes. À ce titre elle est susceptible d’être touchée par l’onde de submersion consécutive à la rupture de cet ouvrage.

## Histoire
Le nom de saint Vincent de Paul a été donné à la commune lors de sa constitution en paroisse au XVIIIe siècle en hommage au saint du même nom.

## Politique et administration
La commune de Saint-Vincent-de-Paul fait partie de Bordeaux Métropole. À la suite du découpage territorial de 2014 entré en vigueur à l'occasion des élections départementales de 2015, la commune est transférée du canton de Carbon-Blanc supprimé au nouveau canton de la Presqu'île,. Carbon-Blanc fait également partie de la métropole de Bordeaux.

### Liste des maires
| Période                                  | Période       | Identité        | Étiquette | Qualité              |
| ---------------------------------------- | ------------- | --------------- | --------- | -------------------- |
| juin 1963                                | novembre 1995 | Gérard Lesnier  | DVD       |                      |
| juin 1995                                | mars 2014     | Claude Soubiran | DVD       |                      |
| mars 2014                                | En cours      | Max Colès       | DVD       | Agriculteur retraité |
| Les données manquantes sont à compléter. |               |                 |           |                      |

## Démographie
Les habitants de Saint-Vincent-de-Paul sont appelés les Vincentiens.
L'évolution du nombre d'habitants est connue à travers les recensements de la population effectués dans la commune depuis 1793. Pour les communes de moins de 10 000 habitants, une enquête de recensement portant sur toute la population est réalisée tous les cinq ans, les populations de référence des années intermédiaires étant quant à elles estimées par interpolation ou extrapolation. Pour la commune, le premier recensement exhaustif entrant dans le cadre du nouveau dispositif a été réalisé en 2006.

En 2022, la commune comptait 1 016 habitants, en évolution de +0,49 % par rapport à 2016 (Gironde : +6,91 %, France hors Mayotte : +2,11 %).
| 1793 | 1800 | 1806 | 1821 | 1831 | 1836 | 1841 | 1846 | 1851 |
| ---- | ---- | ---- | ---- | ---- | ---- | ---- | ---- | ---- |
| 493  | 352  | 344  | 423  | 424  | 436  | 437  | 464  | 484  |

| 1856 | 1861 | 1866 | 1872 | 1876 | 1881 | 1886 | 1891 | 1896 |
| ---- | ---- | ---- | ---- | ---- | ---- | ---- | ---- | ---- |
| 507  | 514  | 525  | 528  | 596  | 628  | 764  | 707  | 617  |

| 1901 | 1906 | 1911 | 1921 | 1926 | 1931 | 1936 | 1946 | 1954 |
| ---- | ---- | ---- | ---- | ---- | ---- | ---- | ---- | ---- |
| 610  | 603  | 559  | 507  | 483  | 500  | 500  | 424  | 504  |

| 1962 | 1968 | 1975 | 1982 | 1990 | 1999  | 2006  | 2011  | 2016  |
| ---- | ---- | ---- | ---- | ---- | ----- | ----- | ----- | ----- |
| 617  | 670  | 635  | 758  | 963  | 1 055 | 1 014 | 1 025 | 1 011 |

| 2021 | 2022  | - | - | - | - | - | - | - |
| ---- | ----- | - | - | - | - | - | - | - |
| 997  | 1 016 | - | - | - | - | - | - | - |

## Lieux et monuments
- Église Saint-Vincent-de-Paul, dédié à saint Vincent de Paul, elle a été construite au milieu du XIXe siècle en style gothique ; elle est inscrite au titre des monuments historiques en 2002[42].
- Les ponts dits de Cubzac franchissent la Dordogne et relient la rive droite (est) de Cubzac à la rive gauche (ouest) de Saint-Vincent-de-Paul ; ils sont au nombre de trois, soit du nord au sud :
  - le pont ferroviaire construit en 1885 pour la ligne de chemin de fer Chartres-Bordeaux,
  - le pont routier dit Gustave-Eiffel, construit par l'ingénieur entre 1879 et 1883, détruit par une tempête pendant la Seconde Guerre mondiale puis rebâti par le petit-fils de Gustave Eiffel,
  - le pont de l'autoroute A10, appelé pont de Guyenne, construit en 1974 pour la route nationale 10 (Paris-Hendaye) et doublé en 2000.
- Un échangeur en forme de cœur (deux boucles seulement, chacune à double circulation) entre l'autoroute A10 et la départementale D115.

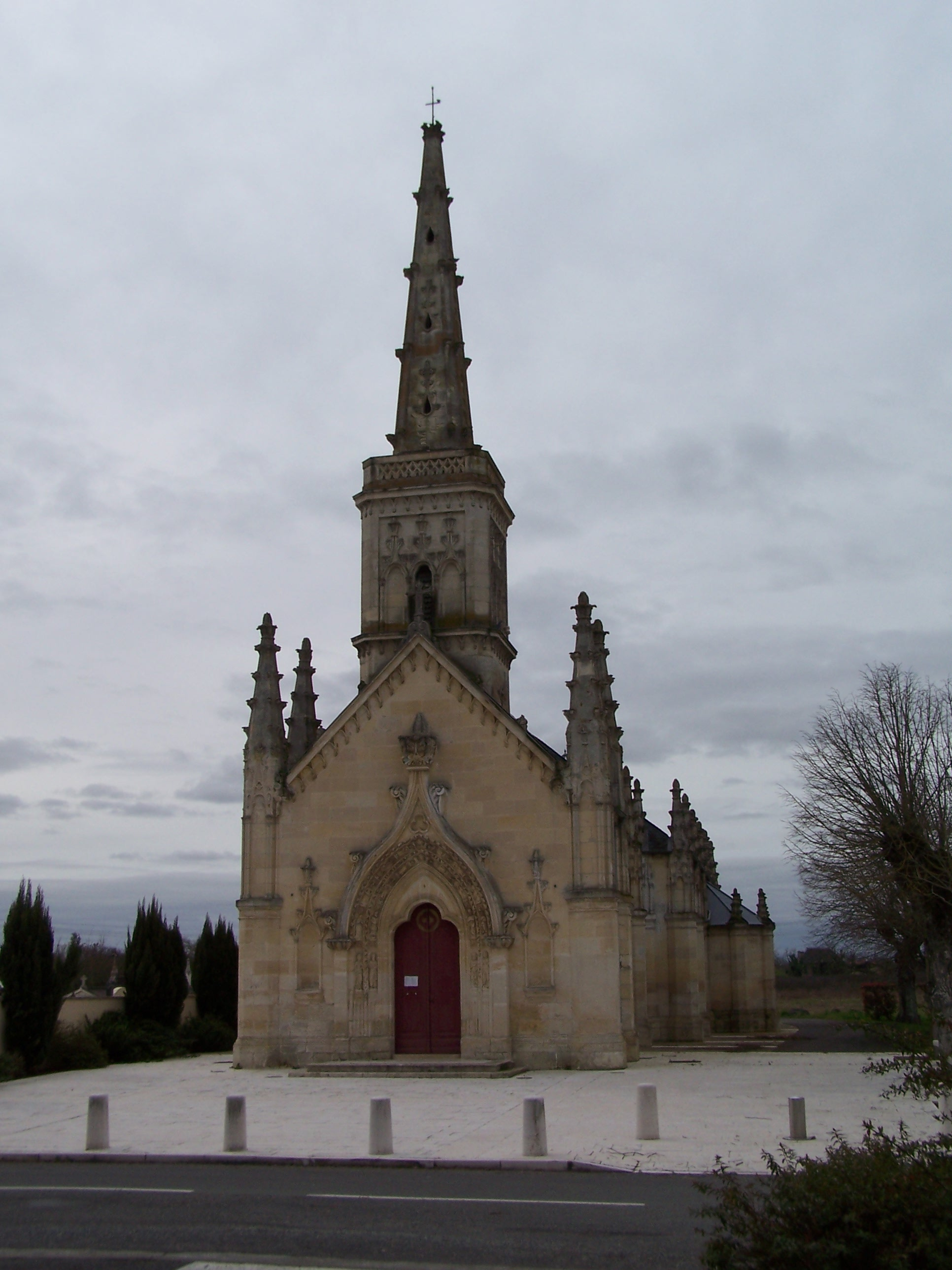
L'église Saint-Vincent-de-Paul (mars 2014)
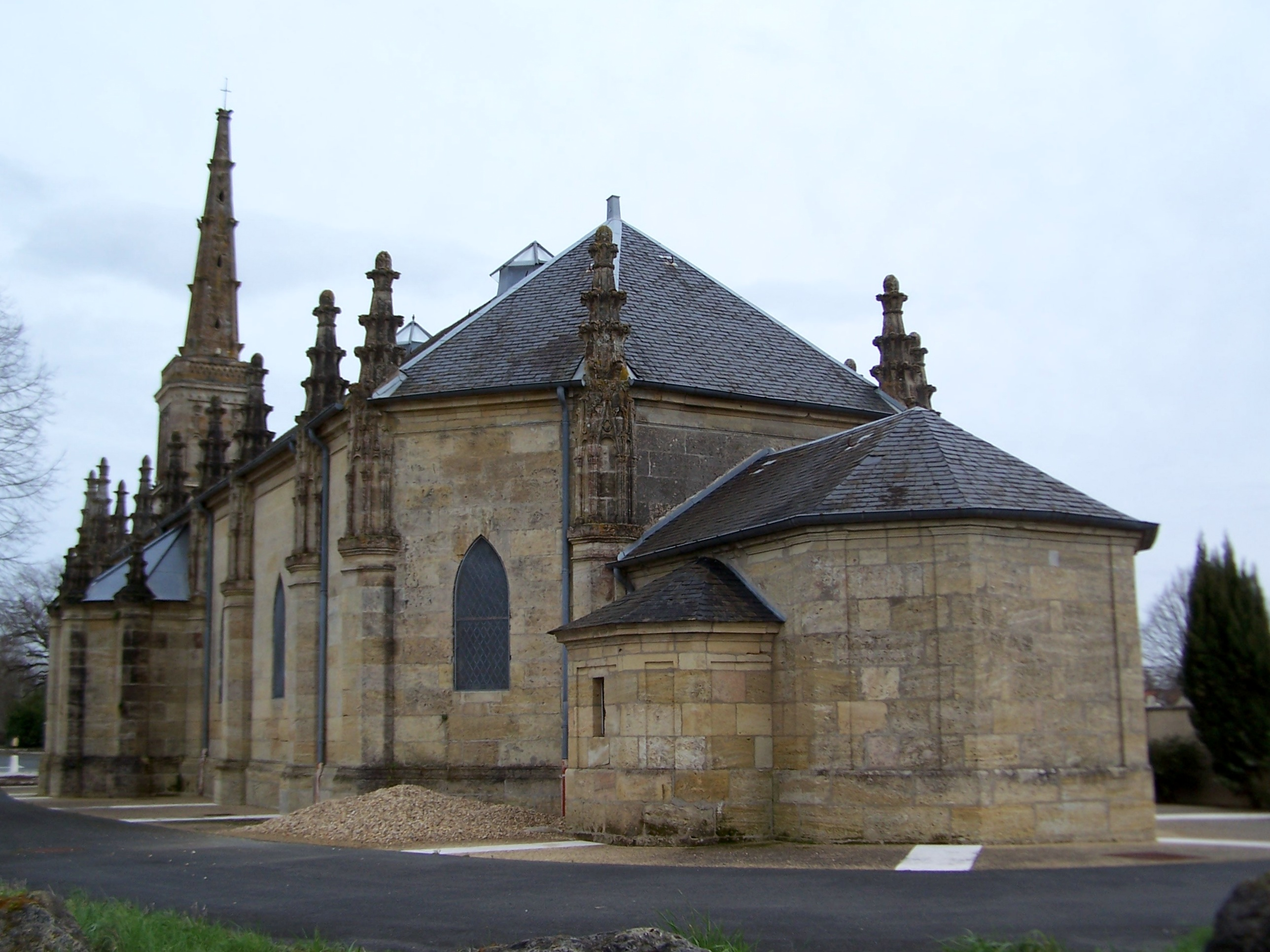
Le chevet de l'église (mars 2014)
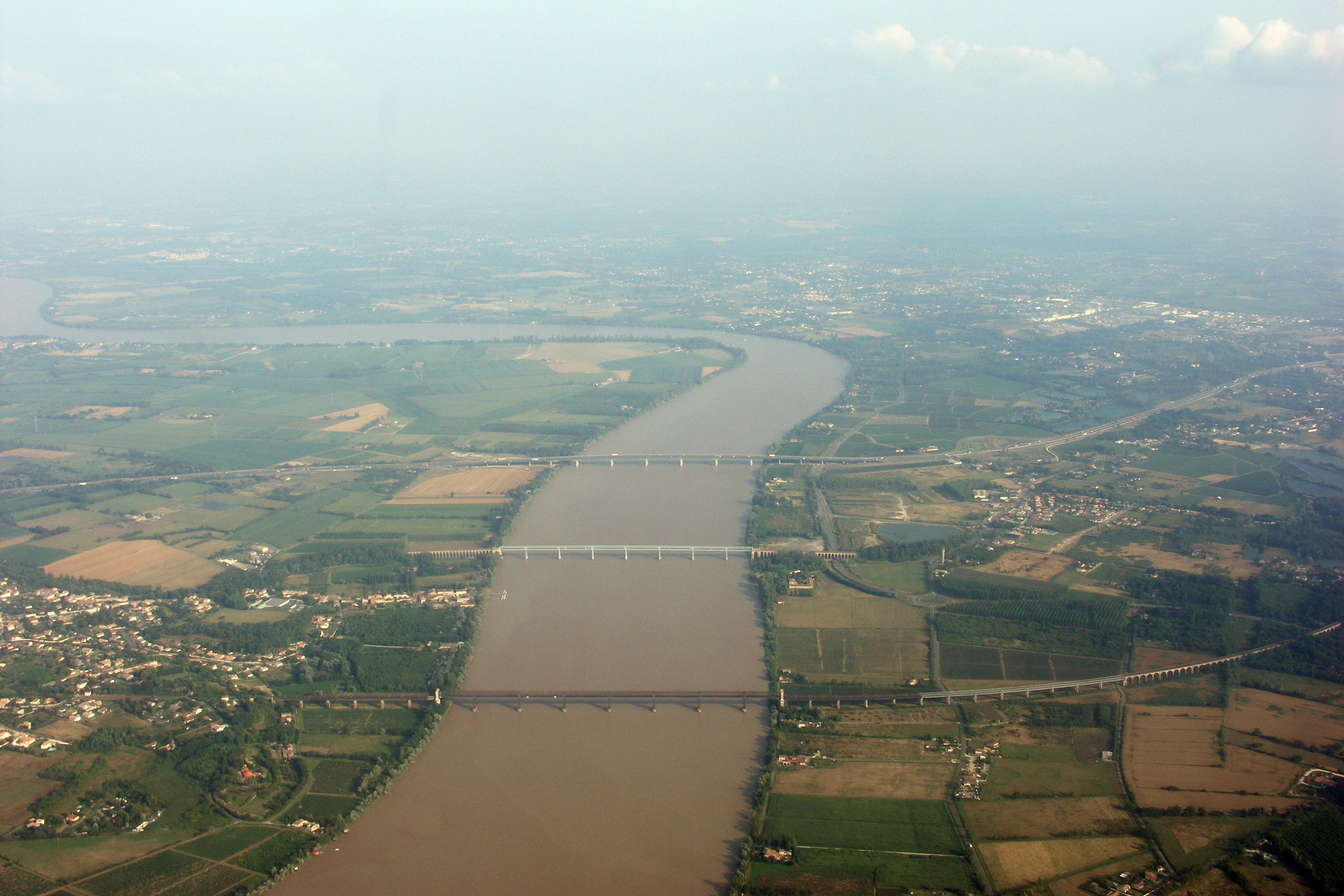
Les ponts de Cubzac vus du nord (juil. 2006) De haut en bas : • le pont de l'autoroute A10 • le pont routier G. Eiffel • le pont ferroviaire
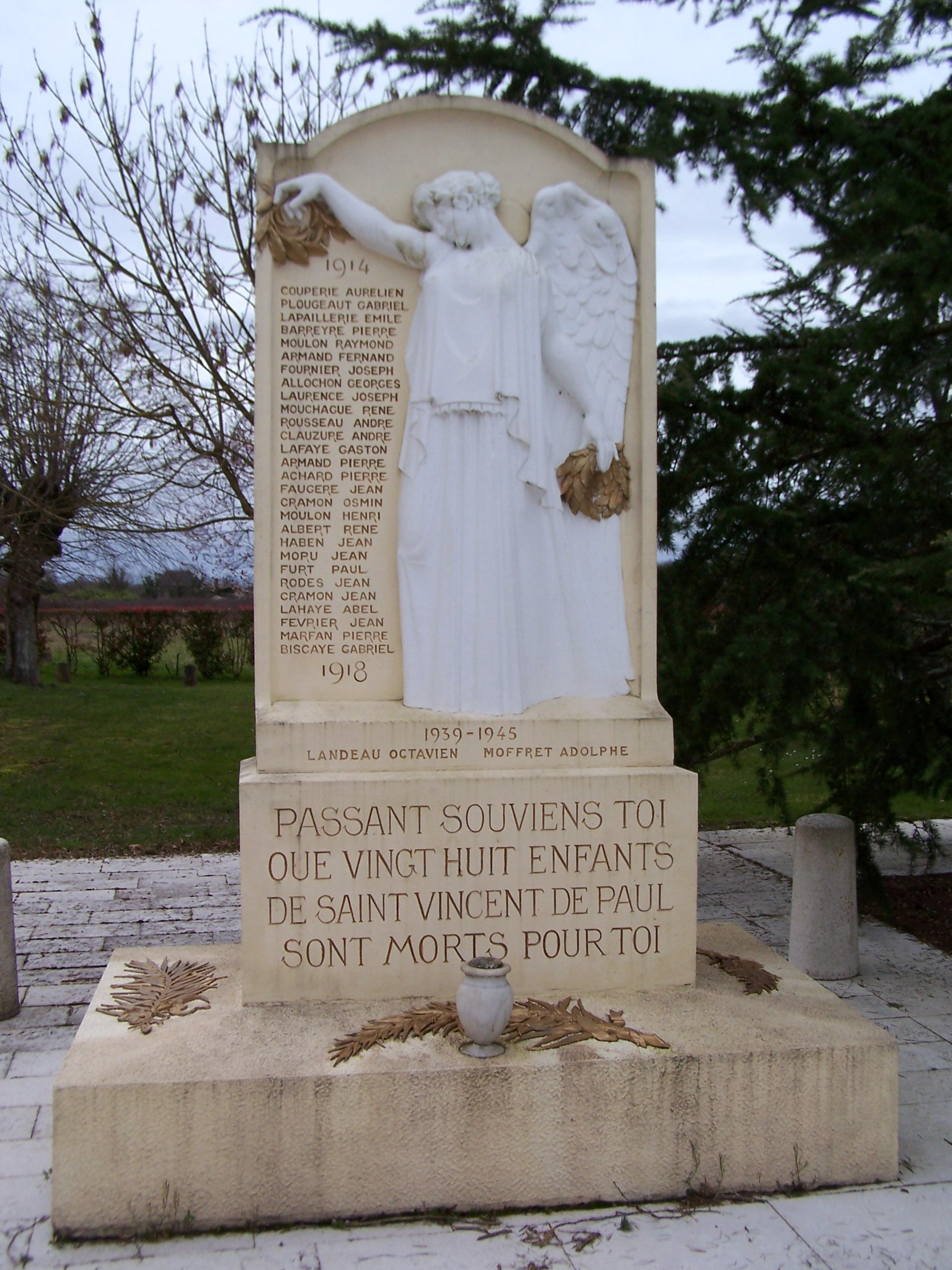
Le monument aux morts près de l'église (mars 2014)

- Les ponts de Cubzac vus du nord (juil. 2006)
De haut en bas :
• le pont de l'autoroute A10
• le pont routier G. Eiffel
• le pont ferroviaire
- Le monument aux morts près de l'église (mars 2014)

## Héraldique
| Blason à dessiner | Blason  | Saint Vincent de Paul, de front, portant un enfant sur son bras dextre auquel est appendue une besace; et faisant la charité à un autre, de dos, le tout surmonté de l'inscription « SAINT VINCENT DE PAUL » et accompagné à senestre des dates « 1581 - 1660 ». |
| Blason à dessiner | Détails | Le statut officiel du blason reste à déterminer. |